# Sun Hongfeng
Sun Hongfeng (* 11. April 1984) ist eine ehemalige chinesische Sprinterin, die sich auf den 400-Meter-Lauf spezialisiert hat.

## Sportliche Laufbahn
Sun Hongfeng nahm nur an einer internationalen Meisterschaft, den Hallenasienmeisterschaften 2004 in Teheran teil und belegte dort in 58,89 s den sechsten Platz im 400-Meter-Lauf.
2003 wurde Sun chinesische Meisterin im 400-Meter-Lauf.

## Persönliche Bestzeiten
- 200 Meter: 23,27 s (0,0 m/s), 4. August 2023 in Shijiazhuang
- 400 Meter: 51,64 s, 12. September 2003 in Shanghai
  - 400 Meter (Halle): 54,15 s, 1. März 2005 in Tianjin